# Dictyonella circinata
Dictyonella circinata är en svampart som beskrevs av W.H. Hsieh, Chi Y. Chen & Sivan. 1997. Dictyonella circinata ingår i släktet Dictyonella och familjen Saccardiaceae.   Inga underarter finns listade i Catalogue of Life.